# Household Cavalry

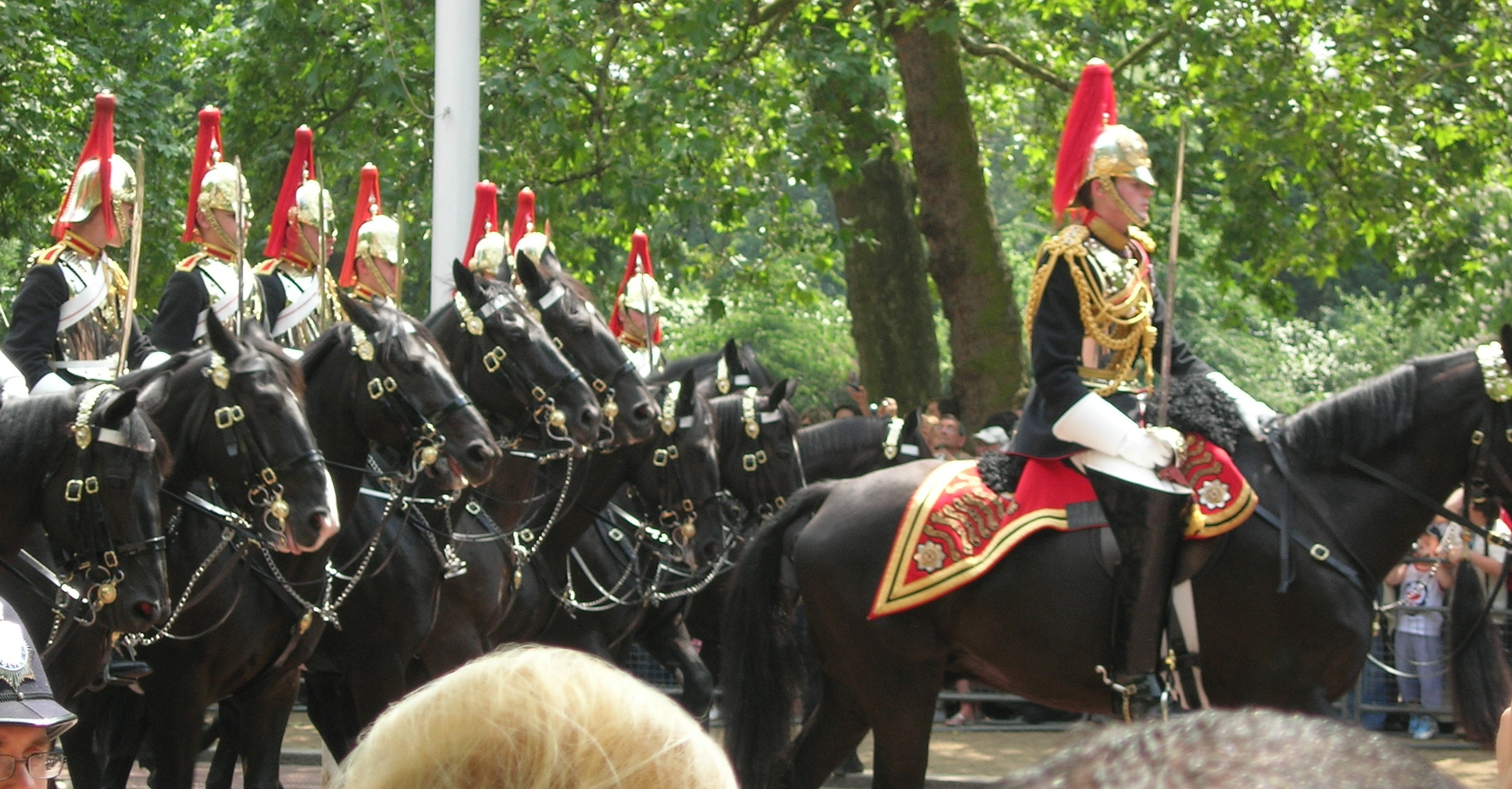
Troopers del regimiento de los Blues and Royals –uno de los dos regimientos que componen la Household Cavalry–, con sus característicos llorones rojos y guerreras de azul oscuro.

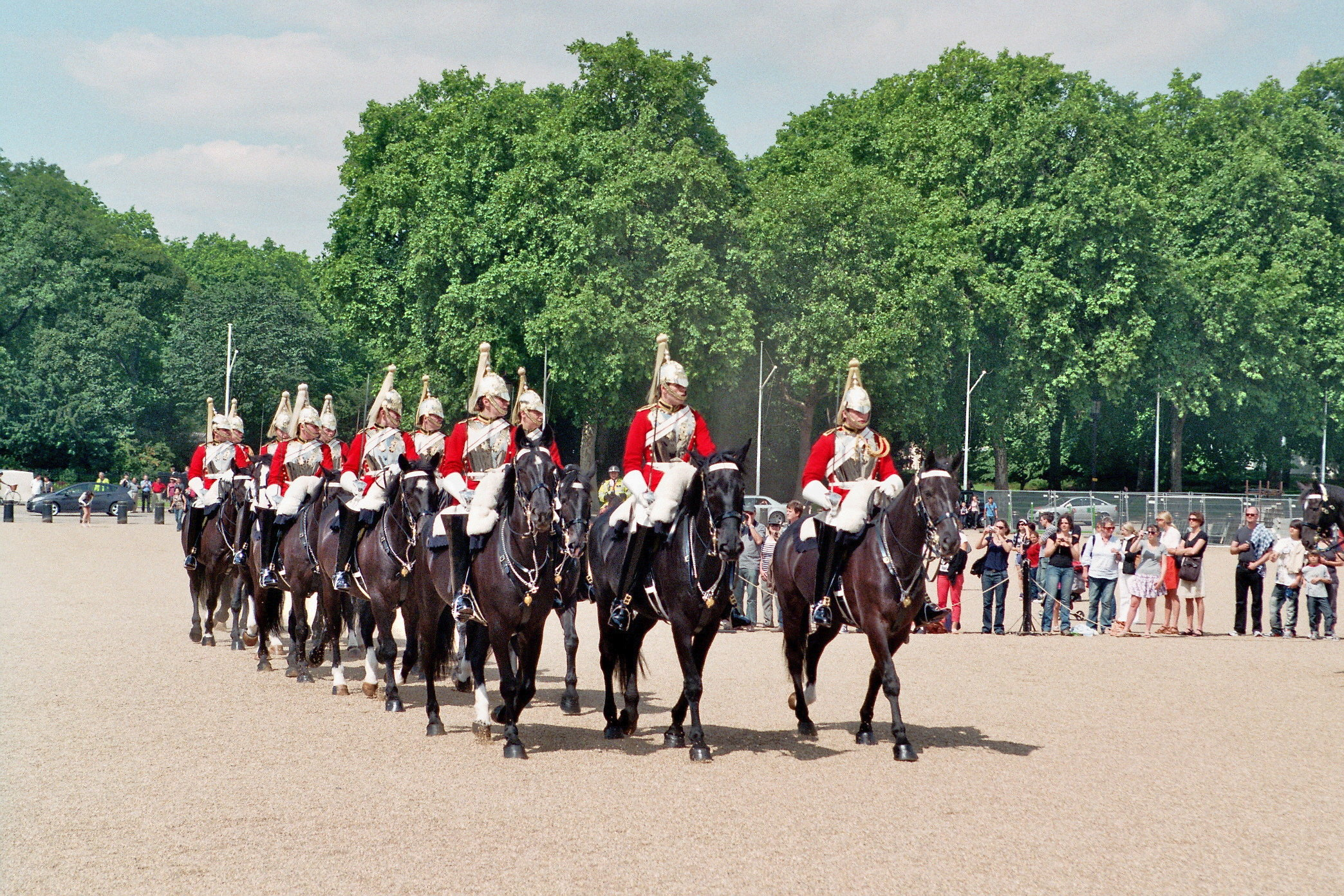
Troopers del regimiento de los Life Guards con sus llorones blancos y guerreras rojas (2011).

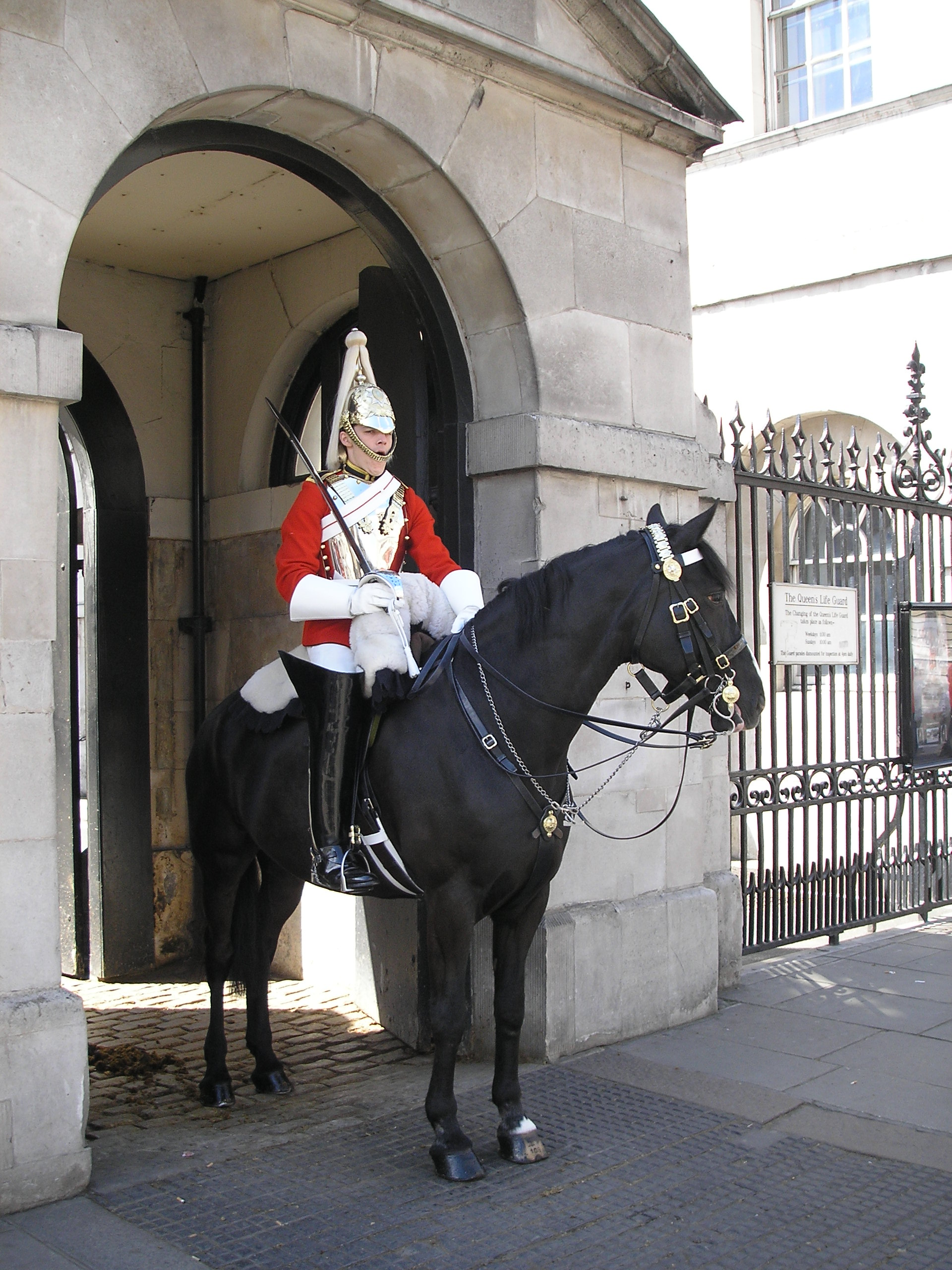
Trooper de los Life Guards de guardia en la entrada al Horse Guards Parade de Londres (2006). Se ve cómo lleva el barboquejo subido hasta el labio inferior, mientras los Blues and Royals lo llevan sujeto por debajo de la barbilla.

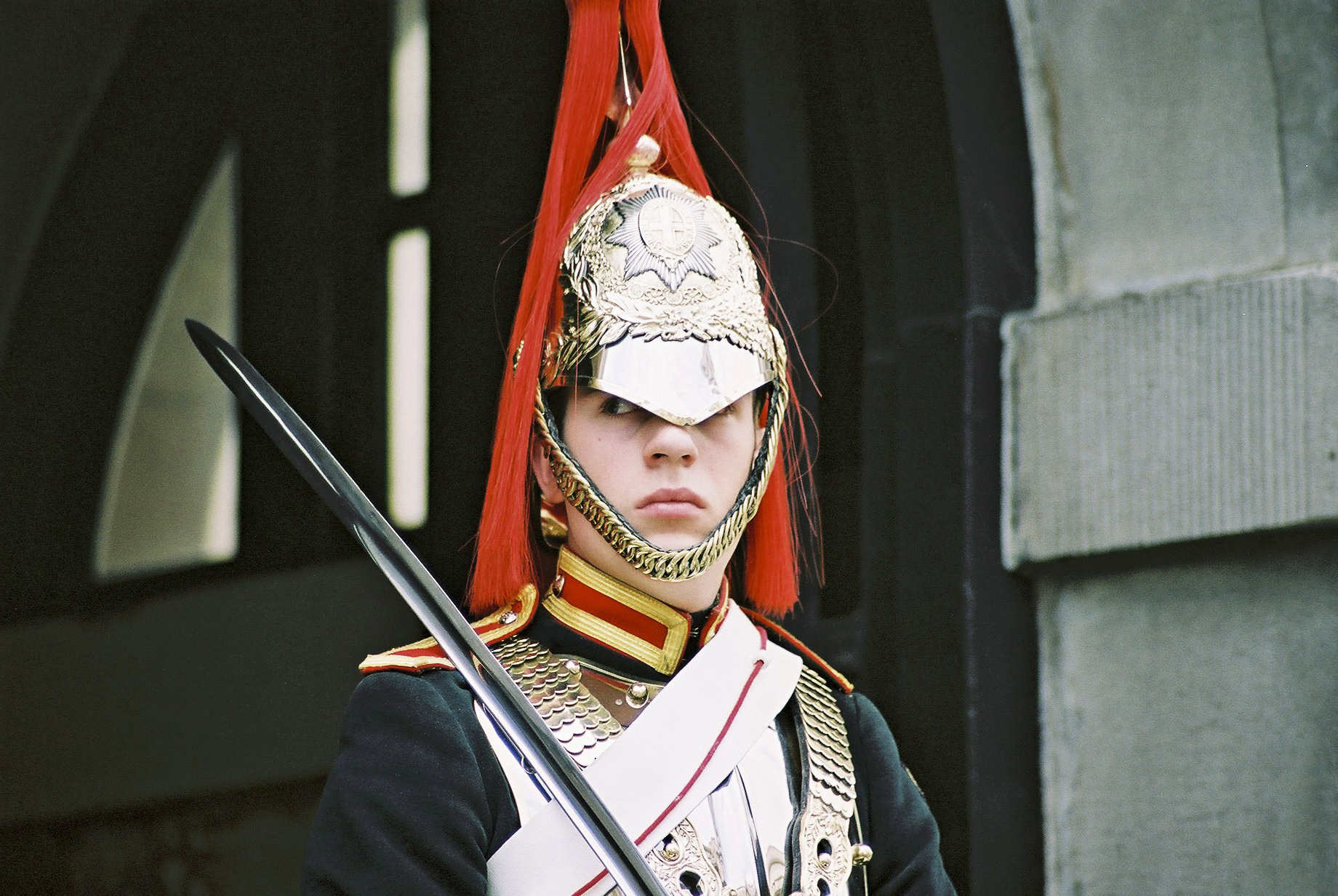
(Detalle) Se ve cómo el trooper de los Blues and Royals lleva el barboquejo sujeto por debajo de la barbilla.

La Household Cavalry (HCav) está compuesta por los dos regimientos de más antigüedad del Ejército Británico, los Life Guards y los Blues and Royals, estos últimos creados con la fusión de los Royal Horse Guards (Blues) y los 1st Royal Dragoons en 1969. 
Está dividida a su vez en dos regimientos: uno –operativo– de reconocimiento acorazado, el Household Cavalry Regiment (HCR), acuartelado en Windsor y un regimiento ceremonial montado, el Household Cavalry Mounted Regiment (HCMR), acuartelado en Londres. Las unidades de estos últimos se distinguen por los llorones blancos y guerreras rojas de los Life Guards y los llorones rojos y guerreras de azul oscuro de los Blues and Royals. Sin embargo, los cornetas de los Life Guards también llevan llorones rojos.
Los dos regimientos de la Household Cavalry forman parte, junto con los cinco regimientos de Foot Guards (Grenadier Guards, Coldstream Guards, Scots Guards, Irish Guards y Welsh Guards), de la guardia real del Reino Unido, la Household Division (septem juncta in uno («siete unidos en uno»).
No deben confundirse con la Queen's Guard, que está formado por dos de los regimientos de Foot Guards y uno de otros regimientos de infantería de línea del Ejército Británico, e incluso de regimientos de países del Commonwealth, y la Queen's Life Guard (montada), encargadas de vigilar las residencias reales del Reino Unido, como el castillo de Windsor, el palacio de Buckingham o el palacio de St. James, la residencia oficial del monarca.
Tampoco debe confundirse con los Household Troops, formados por la Household Division y el King's Troop, Royal Horse Artillery, la unidad de batería real acuartelada en Woolwich, al sureste de Londres.
La Household Division tiene su cuartel general en Horse Guards desde 1750, ubicación también del Household Cavalry Museum. Desde 1758, cuando las obras de restauración llevadas a cabo por el arquitecto William Kent, la entrada principal de Horse Guards en Whitehall es el escenario del cambio de la guardia a diario. Cuando la reina está en Londres, la guardia ceremonial, la Long Guard, se compone de un oficial, un cabo mayor que porta el estandarte, dos suboficiales, una corneta y 10 troopers. Cuando no está, la Short Guard la compone dos suboficiales y 10 troopers.

## Historia
La Household Cavalry fue formada por Carlos II de Inglaterra en marzo de 1660 a partir de 80 aristócratas leales a su causa y que se habían exiliado con él en Holanda. A su vuelta a Inglaterra, constituyó tres tropas de Horse Guards, bajos los mandos de Charles Gerard, 1.º conde de Macclesfield, sir Charles Berkeley, 1.º conde de Falmouth y sir Philip Howard, y con una cuarta tropa creada en Escocia el año siguiente, capitaneado por James Levingston, 1.º conde de Newburgh, y que se convirtieron en su escolta y guardia personal.
Las cuatro tropas originales fueron reconstituidas en 1778 como el 1.º y 2.º Life Guards. Como tal, formaron la primera línea de carga contra los cuirassiers franceses en la batalla de Waterloo en 1815.
A partir de 1820, los dos regimientos de Life Guards y él de las Royal Horse Guards turnaban para la guardia del rey en el cuartel de Combermere, en Windsor y sus dos cuarteles en Londres, el de Regent's Park, diseñado y construido ese año por el arquitecto John Nash y después al cuartel de Hyde Park, construido en 1792.